# François-Marie de Broglie
Pour les autres membres de la famille, voir Maison de Broglie.
Pour les articles homonymes, voir Broglie.
François-Marie de Broglie, né le 11 janvier 1671 à Paris et mort le 22 mai 1745 à Broglie (Eure), est un officier et diplomate français, fait maréchal de France en 1734.
Louis XV lui confère le titre de duc en 1742, alors que jusqu'à lui la famille n'avait que le titre de comte.

## Biographie

### Famille
Issu de la Maison de Broglie, famille noble française d’origine piémontaise (Chieri), installée en France depuis le XVIIe siècle à la suite de Mazarin et qui a donné à la France plusieurs maréchaux, François-Marie est le fils du maréchal de France Victor-Maurice de Broglie (1647-1727).

### Carrière militaire
Il se distingue sous les commandements de François-Henri de Montmorency-Luxembourg, Louis François de Boufflers, Louis-Joseph de Vendôme, Claude Louis Hector de Villars, particulièrement à la Bataille de Denain (1712) et au siège de Fribourg (1713) pendant la guerre de Succession d'Espagne.
De 1724 à 1727, il est ambassadeur de France à Londres.
Il est fait maréchal de France en 1734.
Pendant la guerre de Succession de Pologne, il commande en Italie, remporte avec le maréchal de Coigny les batailles de Colorno, San Pietro devant Parme et de Guastalla.
Pendant la guerre de Succession d'Autriche (1740-1748), il est envoyé en Bohême en 1741, avec Charles Louis Auguste Fouquet de Belle-Isle, mais après le siège de Prague (juin-décembre 1742), il ramène une armée compromise.
Nommé gouverneur à Strasbourg le 27 mars 1743, il se voit, en mai, retirer le commandement de son armée (au profit du maréchal-duc de Noailles), puis le gouvernement de l’Alsace le 8 juillet, pour n’avoir pas défendu la Bavière, envahie par l'armée autrichienne, et s’être replié sur Ratisbonne sans ordre de retraite. De surcroît, Louis XV l’exile dans sa terre normande de Broglie où il meurt moins de deux ans plus tard.
Frédéric II l'a brocarde en le surnommant « le quadruple Xénophon » pour sa retraite sans combat à la tête de 40 000 hommes (en souvenir de l'Anabase, dans laquelle Xénophon raconte sa retraite avec 10 000 hommes, de Xénophon).
En 1716, il achète avec son épouse à la famille Arnauld de Pomponne la baronnie de Chambrais et Ferrières, en Normandie, dans le diocèse de Lisieux et la généralité d'Alençon.
Par lettres patentes données au mois de juin 1742, Louis XV érige en sa faveur cette terre en duché de Broglie. Le bourg de Chambrais prend alors le nom de Broglie, qu'il porte encore aujourd'hui.
Il fait reconstruire le château de Broglie.
Sa tombe a été profanée en 1793.

### Mariage et descendance
- Il épouse, le 18 février 1716 à Saint-Malo, Thérèse Gillette Locquet de Grandville (Saint Malo, 11 mars 1692 - Paris, 4 mai 1763), fille de Charles Locquet de Grandville (1646-1713), conseiller secrétaire du roi, substitut du procureur syndic des États et procureur du roi à Saint-Malo, syndic de la ville, et de Gilette Rotou. il en a :
  - Victor-François de Broglie (Paris, 19 octobre 1718 - Münster, 30 mars 1804), 2e duc de Broglie, prince du Saint-Empire (28 mai 1759), maréchal de France, ambassadeur de Pologne (1752-1758), secrétaire d'État à la Guerre (1789), marié à deux reprises, dont :
    - Postérité ;

  - Charles François de Broglie (Paris, 20 août 1719 - Saint-Jean-d'Angély), prince de Broglie, marquis de Ruffec, ambassadeur en Pologne (1752-1756), lieutenant général (1760), commandant en Franche-Comté (1761-1762), gouverneur du Saumurois (1770), chef du Secret du Roi Louis XV, marié, le 21 mars 1759 avec Louise Augustine de Montmorency (1735-1817), dont :
    - Postérité ;

  - François de Broglie (27 septembre 1720 - Tué le 5 novembre 1757 lors de la bataille de Rossbach), comte de Revel, brigadier des armées du roi et colonel du régiment du Poitou, marié, le 4 septembre 1752, avec Anastasie Jeanne Thérèse Savalette de Magnanville (15 septembre 1732 - château de Magnanville, 18 novembre 1758), fille de Charles Savalette (1683-1756), seigneur de Magnanville, directeur de la compagnie des Indes (1718), fermier général (1718-1748), garde du trésor royal (1749-1756) ;
  - Marie-Thérèse de Broglie (Saint-Sulpice (Paris), 11 mai 1732 - 9 mai 1819, mariée, le 13 décembre 1751, avec Louis Charles de Lameth (1723-1761), dont quatre fils : Augustin Louis Charles de Lameth, Théodore de Lameth, Charles Malo de Lameth, Alexandre de Lameth ;
  - Charles de Broglie (Château de Broglie, 18 novembre 1733 - Château de Carlepont, 20 septembre 1777), Le Cardinal désigné, évêque-comte de Noyon et pair de France(1766-1777) ;
  - Marie de Broglie, morte enfant.

## Récapitulatif

### Titres
- 1er Baron de Ferrières (1716)
- Comte de Buhy (1727)
- Comte de Revel et de Broglie (1727)
- 1er duc de Broglie (11 juin 1742)

### Distinctions
- Chevalier du Saint-Esprit (11e promotion : Versailles, 13 mai 1731)

### Armoiries
D'or au sautoir ancré d'azur.